# Кингстон-апон-Халл

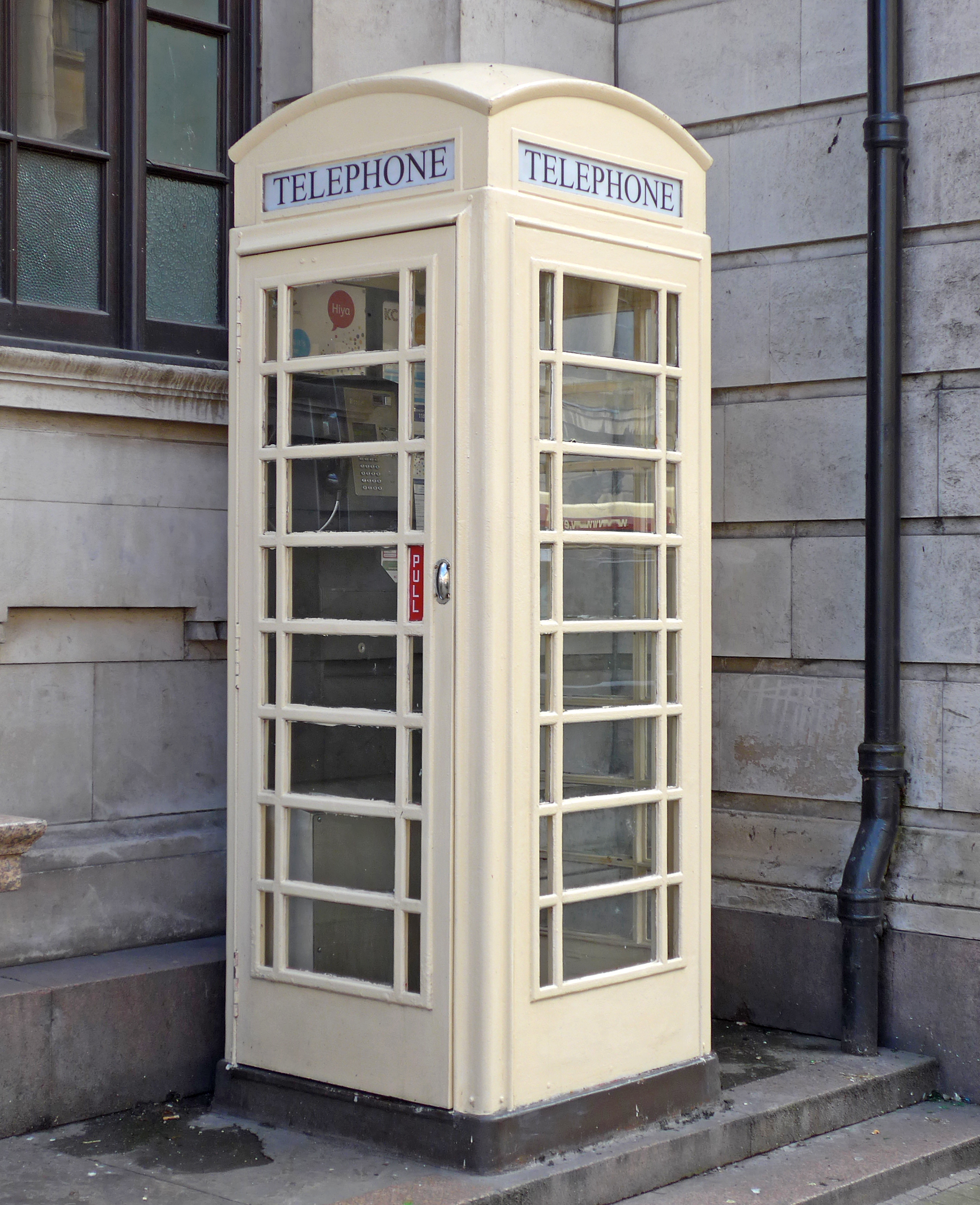
Телефонная будка Hull K6

Ки́нгстон-апо́н-Халл (англ. Kingston upon Hull; ранее Гулль) или просто Халл — город и унитарная единица в Англии, в церемониальном графстве Ист-Райдинг-оф-Йоркшир.
Расположен в 40 км от Северного моря на реке Халл при её впадении в эстуарий Хамбер (через эстуарий здесь перекинут мост Хамбер). Территория унитарной единицы 71 км², омывается с юга эстуарием Хамбер, на западе, севере и востоке граничит с неметропольным графством Ист-Райдинг-оф-Йоркшир. Население — 243 589 человек при средней плотности 3409 чел./км² (данные 2001 года).
Из порта Кингстон-апон-Халла осуществляется паромное сообщение с континентальной Европой (портом Роттердам и др.).

## История
Основан в XII веке. За свою историю побывал городом, в котором проводятся ярмарки, портом с военными складами, торговым центром, центром рыболовства и китобойного промысла и крупным промышленным центром. В 1897 году район Кингстон-апон-Халл получил от Британской монархии грамоту, дающую право именовать себя «сити».

## Политика
Город находится под управлением совета унитарной единицы Кингстон-апон-Халл, в котором заседает 59 депутатов, избранных в 18 округах города. В результате последних выборов, проходящих три раза в течение четырехгодичного цикла, 34 места в совете занимают лейбористы.

## Экономика
В городе Кингстон-апон-Халл расположена штаб-квартира крупной продуктовой компании Cranswick plc, акции которой входят в базу расчета индекса FTSE 250.
Наряду с Гулом Кингстон-апон-Халл является крупнейшим портом графства Ист-Райдинг-оф-Йоркшир. Грузооборот порта десять миллионов тонн в год.
Автомагистраль «M62» (Халл — Гул — Лидс — Ливерпуль) соединяет город с западным побережьем Великобритании.

## Образование
В городе находится Университет Халла, основанный в 1927 году.

## Культура
- В Кингстон-апон-Халле расположен корабль-музей Arctic Corsair.
- Из города Гулль ушел в свое первое плавание знаменитый персонаж Робинзон Крузо, который сбежал из дома за морской романтикой.

## Спорт
В городе Кингстон-апон-Халл базируется профессиональный футбольный клуб «Халл Сити», выступавший в сезоне 2016/2017 в Премьер-лиге. «Халл Сити» принимает соперников на стадионе «Кингстон Коммьюникейшн» вместимостью 25 000 зрителей.

## Известные уроженцы
- Уильям Уилберфорс (1759—1833) — британский политик, начал кампанию по отмене рабства, увенчавшуюся успехом.
- Сэмюэль Боден (1826—1882) — один из сильнейших английских шахматистов второй половины XIX века.
- Эбенезер Кобб Морли (1831—1924) — организатор Футбольной ассоциации Англии
- Эми Джонсон (1903—1941) — лётчица, первая женщина, совершившая одиночный перелёт из Великобритании в Австралию.
- Джордж Уильям Грей (1926—2013) — химик, профессор Лондонского университетского колледжа, исследовал жидкие кристаллы, автор 100 патентов.
- Том Кортни (род. в 1937) — актёр, рыцарь, обладатель почётной докторской степени Университета Халла.
- Ник Бармби (род. в 1974) — футболист, тренер клуба «Халл Сити», в 2001 г. в составе клуба «Ливерпуль» стал обладателем кубка Англии, суперкубка Англии, кубка УЕФА.
- Джэми Брукс (род. 1982) — порноактриса.
- Уильям Эмпсон (1906—1984) — английский поэт, учёный, теоретик литературы, литературный критик.

## Города-партнёры
- Сьерра-Леоне, Фритаун
- Япония, Ниигата
- США, Роли
- Исландия, Рейкьявик
- Нидерланды, Роттердам
- Польша, Щецин